# Coenosia bimorpha
Coenosia bimorpha är en tvåvingeart som först beskrevs av John Otterbein Snyder 1965.  Coenosia bimorpha ingår i släktet Coenosia och familjen husflugor. Inga underarter finns listade i Catalogue of Life.